# 윤사석
윤사석(尹師晳, ? ~ ?)은 조선 전기의 문신이다. 호는 돈암(遯菴)으로 본관은 파평(坡平)이다.

## 생애
생몰년은 미상이다. 성종조에 관로에 나아가 여러 관직을 거쳐 사헌부집의에 이르렀다. 성종을 이어 연산군이 즉위하자 사화로 많은 문사들이 화를 입게 되었다. 이에 사모관대(紗帽冠帶)를 찢은 뒤 가솔을 거느리고 청주로 하향하였으며, 이후 만경정(萬景亭)을 짓고 은거하였다. 갑자사화에 종형(從兄) 영의정 윤필상(尹弼商) 등 친척들이 화를 입은 것을 보고 초야에 묻혀 다시는 조정에 나아가지 않았다. 죽락사(竹樂祠), 숭현사(崇賢祠) 등에 배향되었다.

## 가족
- 고조(高祖)
  - 문하평리 영천부원군 증좌정승(門下評理 鈴平府院君 贈左政丞) 윤승순(尹承順)
- 증조(曾祖)
  - 이조판서 파평군(吏曹判書 坡平君) 윤곤(尹坤)
- 조부(祖父)
  - 판한성부사 증좌찬성(判漢城府事 贈左贊成) 윤희제(尹希齊)
- 선고(先考)
  - 참의 증우의정 영천부원군 (參議 贈右議政 鈴川府院君) 윤은(尹垠)

## 참고 문헌
- 영남인물고(嶺南人物考), 동문선(東文選), 파평윤씨세보(坡平尹氏世譜).